# Corynoptera brevipalpis
Corynoptera brevipalpis är en tvåvingeart som beskrevs av Wallace A. Steffan 1969. Corynoptera brevipalpis ingår i släktet Corynoptera och familjen sorgmyggor. Inga underarter finns listade i Catalogue of Life.